# Tovomita frigida
Tovomita frigida är en tvåhjärtbladig växtart som beskrevs av José Cuatrecasas. Tovomita frigida ingår i släktet Tovomita och familjen Clusiaceae. Inga underarter finns listade i Catalogue of Life.